# Moulin Saint-Elzéar de Montfuron
Le Moulin Saint-Elzéar de Montfuron est un moulin à vent situé sur la commune de Montfuron en France.

## Histoire
Situé à quelques centaines de mètres du village de Montfuron, il domine la vallée de la Durance.
Il date de 1640 sous le règne de Louis XIV. Il est entretenu par la commune depuis 1969.
Il a été restauré sur la base du moulin de Fontvieille grâce au concours du Parc naturel régional du Luberon, inauguré en 1980. Il est complet et a conservé une partie de sa mécanique en bois d’origine et peut moudre. Rénové de nouveau en septembre 2000 par Les Charpentiers de Tradition, entreprise de Reillanne dans les Alpes-de-Haute-Provence.
Le mistral n'a pas épargné le moulin Saint-Elzéar par cette fin de mois de juillet 2006, le meunier novice n'a pas eu le temps de retirer les toiles avant l'orage, une aile avait donc été endommagée. Mais depuis, elle a été réparée et le moulin peut de nouveau tourner. Les ailes font 13 m par 4,.
Il est l'un des deux moulins à fonctionner dans les Alpes-de-Haute-Provence.
Visite sur rendez-vous, renseignements en mairie de Montfuron.